# Aaron Schart
Aaron Schart (* 15. Dezember 1957 in Berlin) ist ein deutscher evangelischer Theologe.

## Leben
Von 1976 bis 1982 studierte Schart in Berlin, München, Wien und Tübingen. Von 1982 bis 1986 war er wissenschaftliche Hilfskraft am Institut für alttestamentliche Theologie der Ludwig-Maximilians-Universität München.
Von 1986 bis 1988 war er Vikar in Stuttgart-Bad Cannstatt, Stadtkirchengemeinde. 1988 nahm er am Lehrkurs des Deutschen Evangelischen Instituts für Altertumswissenschaft des Heiligen Landes teil. Von 1988 bis 1991 war er Pfarrvikar in Marbach am Neckar. Nach der Promotion 1989 zum Doktor der Theologie (Betreuer: Jörg Jeremias) in München hatte er von 1991 bis 1994 ein Stipendium der Fritz Thyssen Stiftung. Von 1992 bis 1993 war er wissenschaftlicher Mitarbeiter an der Yale University. Von 1994 bis 1998 war er Wissenschaftlicher Assistent am Lehrstuhl für Evangelische Theologie der Philipps-Universität Marburg. Nach der Habilitation 1996 für Altes Testament (Betreuer: Jörg Jeremias) in Marburg lehrte er von 1997 bis 1999 als Professurvertreter für Altes Testament und Neues Testament an der Universität Essen. 1998 war er Hochschuldozent am Lehrstuhl für Evangelische Theologie der Philipps-Universität Marburg. 1999 war er Professor für Altes Testament und Neues Testament an der Universität Essen. 2002 war er visiting scholar an der University of Pretoria. Seit 2003 lehrt er als Professor für Altes Testament und Neues Testament an der Universität Duisburg-Essen.

## Herausgeberschaften
- mit Andreas Obermann: Kompetenz Religion, Verlag Traugott Bautz, Nordhausen 2010, ISBN 978-3-88309-547-9.